# Gnypeta ventralis
Gnypeta ventralis är en skalbaggsart som beskrevs av Thomas Casey 1906. Gnypeta ventralis ingår i släktet Gnypeta och familjen kortvingar. Inga underarter finns listade i Catalogue of Life.